# Il tassinaro
Pour plus de détails, voir Fiche technique et Distribution.
Il tassinaro est une comédie à l'italienne réalisée par Alberto Sordi et sortie en 1983.

## Synopsis
Pietro Marchetti, un chauffeur de taxi romain d'âge mûr, parcourt la capitale dans sa voiture "Zara 87", faisant des rencontres tantôt étranges, tantôt intéressantes avec ses clients. Ces rencontres vont d'une jeune fille aux intentions suicidaires à un portier qui lui confie un nouveau-né pour l'amener à sa mère prostituée au travail. Suivent un couple marié improbable, une ex-diva mûre comme Silvana Pampanini qu'il attriste en la confondant avec Sylva Koscina, jusqu'à l'homme politique Giulio Andreotti et le réalisateur Federico Fellini, tous jouant leurs propres rôles. Ce dernier, sous le regard amusé de Marchetti, rencontre l'acteur Alberto Sordi dans les studios de Cinecittà.

## Fiche technique
- Titre original italien : Il tassinaro[1]
- Réalisation : Alberto Sordi
- Scenario : Alberto Sordi, Age-Scarpelli
- Photographie : Sergio D'Offizi (it)
- Montage : Tatiana Casini Morigi (it)
- Musique : Piero Piccioni
- Décors : Massimo Razzi
- Costumes : Bruna Parmesan (it)
- Production : Fulvio Lucisano
- Société de production : Italian International Film
- Pays de production :  Italie
- Langue originale : Italien
- Format : Couleurs par Eastmancolor - Son mono - 35 mm
- Durée : 120 minutes (205 minutes en version téléfilm)
- Genre : Comédie à l'italienne
- Dates de sortie :
  - Italie : 22 décembre 1983

## Distribution
- Alberto Sordi : Pietro Marchetti / lui-même
- Anna Longhi : Teresa, la femme de Pietro
- Geoffrey Copleston : le client américain
- Giorgio Gobbi : Luca, le fils de Pietro
- Marilù Tolo : Fernanda
- Liù Bosisio : le client milanais
- Alessandra Mussolini : la fille sur le pont
- Roberto Della Casa : le père de la fille
- Annie Cerreto : la cliente américaine
- Angelo Villa (acteur) : Hannibal, le beau-père de Pietro.
- Jason Piccioni : le neveu du musicien Piero Piccioni
- Andrea Belfiore : la femme d'Eusebio
- Alessandro Serra : Eusebio, le voyeur
- Silvana Pampanini : elle-même
- Federico Fellini : lui-même
- Giulio Andreotti : lui-même
- Gegia Cinzia
- Carmine Faraco : le malfrat
- Armando Marra : Sheik Alì Ciuccij
- Pia Bianca Curioni : l'épouse d'Omegna
- Fulvio Cerutti : jeune marié d'Omegna

## Production
La maison de la famille Marchetti, semblable aux vues du Trastevere d'après-guerre, se trouve dans l'ancien village d'Ostia Antica, sur la Piazza della Rocca. Les extérieurs sont tournés à Rome dans les lieux mentionnés dans le film. La place où le vieux porteur accouche le nouveau-né se trouve près de la station de métro A Subaugusta, à proximité des studios de Cinecittà. Le lieu de la rencontre avec l'émir est la Sala Ellisse du Cavalieri Hilton, Via Cadlolo 101, dans le quartier de Medaglie d'Oro. Les intérieurs sont tournés dans les studios de Cinecittà, dont de nombreuses scènes dans la voiture de service, en utilisant la technique de l'écran derrière lequel sont projetées des vues urbaines, souvent disproportionnées par rapport au sujet, et dites « transparentes ».
Le taxi conduit par Sordi est un Fiat Ritmo série II.